# Muborak
Muborak es una localidad de Uzbekistán, en la provincia de Kashkadar.
Se encuentra a una altitud de 288 m sobre el nivel del mar. 

## Demografía
Según estimación 2010 contaba con una población de 30 588 habitantes.